# 西沽武库
西沽武库，始建于1873年，位于天津城北郊的西沽村北，现为河北工业大学校址。1871年春，李鸿章以在西沽筑城事，函招周馥由南京到天津，在天津北郊西沽购置土地、兴建库房作为天津机器局的武器库。在庚子事变将库房拆除后，1902年9月，袁世凯将剩余的房屋划拨给北洋大学堂作为办学之用。此后北洋大学一直在此办学至内迁。抗日战争结束后，北洋大学在此复校，直至迁至六里台更名天津大学，此地划拨至河北工学院。